# Schumann-Nunatak
Der Schumann-Nunatak ist ein Nunatak im Norden des ostantarktischen Viktorialands. Im südwestlichen Teil der Freyberg Mountains ragt er 3 km südlich des Salvador-Nunataks auf.
Der United States Geological Survey kartierte ihn anhand eigener Vermessungen und Luftaufnahmen der United States Navy aus den Jahren von 1960 bis 1964. Das Advisory Committee on Antarctic Names benannte ihn im Jahr 1969 nach Edward A. Schumann, Strahlenforscher auf der McMurdo-Station im Jahr 1967.